# La Bordeta (Toralla)
La Bordeta és una partida rural del terme municipal de Conca de Dalt, a l'antic terme de Toralla i Serradell, al Pallars Jussà, en territori que havia estat del poble de Toralla.
És a la dreta del barranc de Mascarell, al nord-est de Sentinó i al nord-oest de Prat del Roi, a llevant de Raidonal i de la Borda del Rei.